# 額爾登特銅鉬聯合公司
額爾登特銅鉬聯合公司是蒙古国的一家国营矿产开发公司，其总部位于该国北部的鄂尔浑省额尔登特，成立于1973年，起初为苏联与蒙古人民共和国合资经营的企业，后成为蒙古国政府独资的企业。

## 历史
额尔登特铜钼矿床位于蒙古北部的布尔干省额尔登特敖包，主要为斑岩铜矿床，1950年代，蒙古人民共和国在苏联的帮助下于当地发现了大规模矿藏，并于1963年至1972年间进行了勘察，蒙、苏两国随即决定共同开发，随即建立了联合选矿公司:40。在管理上，企业由蒙、苏两国派出同等人数的代表组建管委会管理，该公司最初的首席负责人为苏籍人士，1992年转型为康采恩后，改由蒙籍人士担任主管:312-313。
公司建立后，相继建造了选矿厂、机修车间等设施:41-42。为了便于矿石的出口冶炼，蒙古政府还修筑了一条从色楞格省直达额尔登特矿区的铁路，与该国主要铁路干线蒙古縱貫鐵路相连结，不少矿石最终被运送至今哈萨克斯坦及乌拉尔山一带的工厂继续冶炼加工:312-313。苏联亦从西伯利亚地区架设了一条向额尔登特输电的高压输电线，以保障矿山正常生产，额尔登特则因为矿山吸引了不少居民迁入当地就业，成为新兴的工业城市:41-42，並在1994年脱离布尔干省建立鄂爾渾省:312。
2003年，額爾登特銅鉬聯合公司成为有限责任公司，蒙古国与俄罗斯分别持股51%、49%，2016年，时任蒙古国总理其米德·赛汗比勒格宣布俄罗斯持有的49%股份已经卖给了蒙古铜业，公司成为蒙古国独资的国有企业:313-314。

## 开采生产
額爾登特銅鉬聯合公司以露天开采的方式开采铜、钼矿，每个月进行4次爆破开采，生产工序由电脑控制，矿石则由卡车运送至选矿场进行精矿过滤，随后装车出口，为了维持生产，苏联还曾派出技术人员协助蒙古培训生产工人:42-46。自投产以来，公司令铜矿成为蒙古国的优势矿种，亦长期对外出口铜精矿，但蒙古政府也计划在国内构建相关产业链，使用该矿精矿制造铜线等成品。在奥尤陶勒盖铜矿于2013年投产以前，額爾登特銅鉬聯合公司一直是蒙古国最大的企业，当年，该公司拥有6,000余名员工，每年出产铜精矿约53万吨，钼精矿约3,000吨，其出口创汇额共占蒙古国总出口的1/3，其税收亦占该国财政总收入的46%，亦与荷兰、美国、韩国等国的企业建立了合作关系，提供矿产加工品，亦在北京设立了办事处，以对接东亚、东南亚各国客户。